# Missions diplomatiques en Serbie

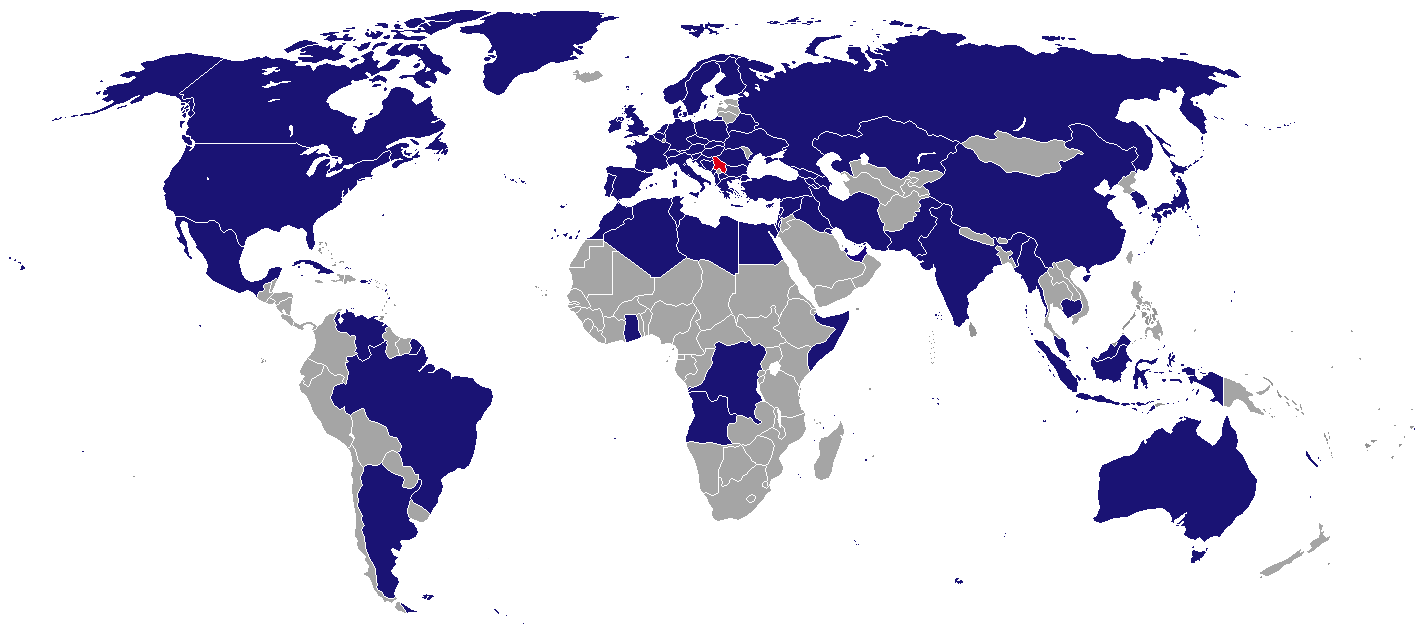
Carte des pays disposant d'une ambassade en Serbie en décembre 2012

Cette page présente une liste des missions diplomatiques en Serbie.
La Serbie héberge 66 ambassades étrangères à Belgrade, 5 consulats généraux (2 à Niš et à Subotica, 1 à Vršac) ainsi que 4 bureaux de liaison à Pristina. Elle accueille aussi des représentants de l'Autorité palestinienne et de l'ordre souverain de Malte ainsi que 18 consuls honoraires.

## Ambassades et consulats en Serbie
La liste qui suit est à jour à la date du 12 février 2016.

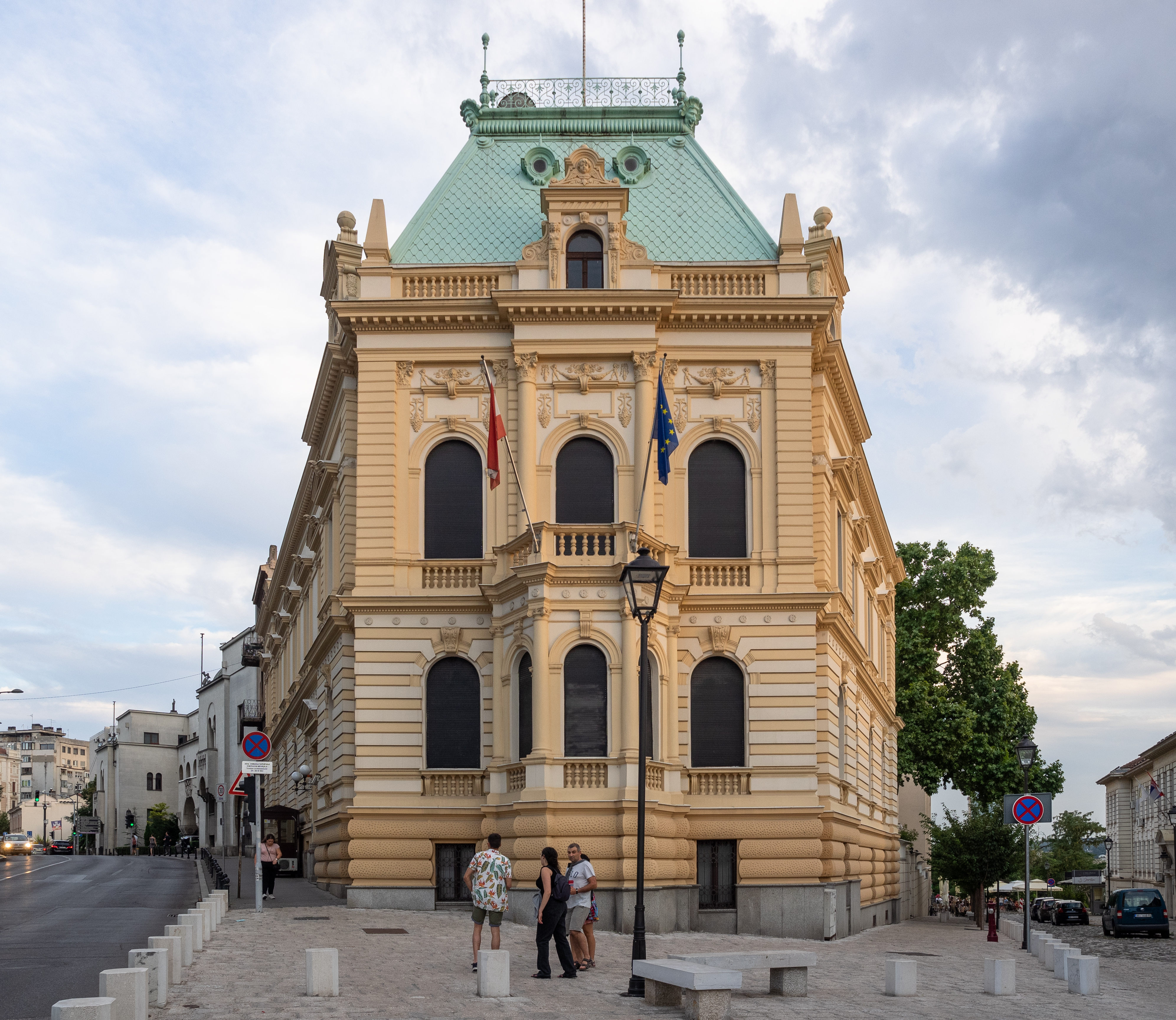
L'ambassade d'Autriche

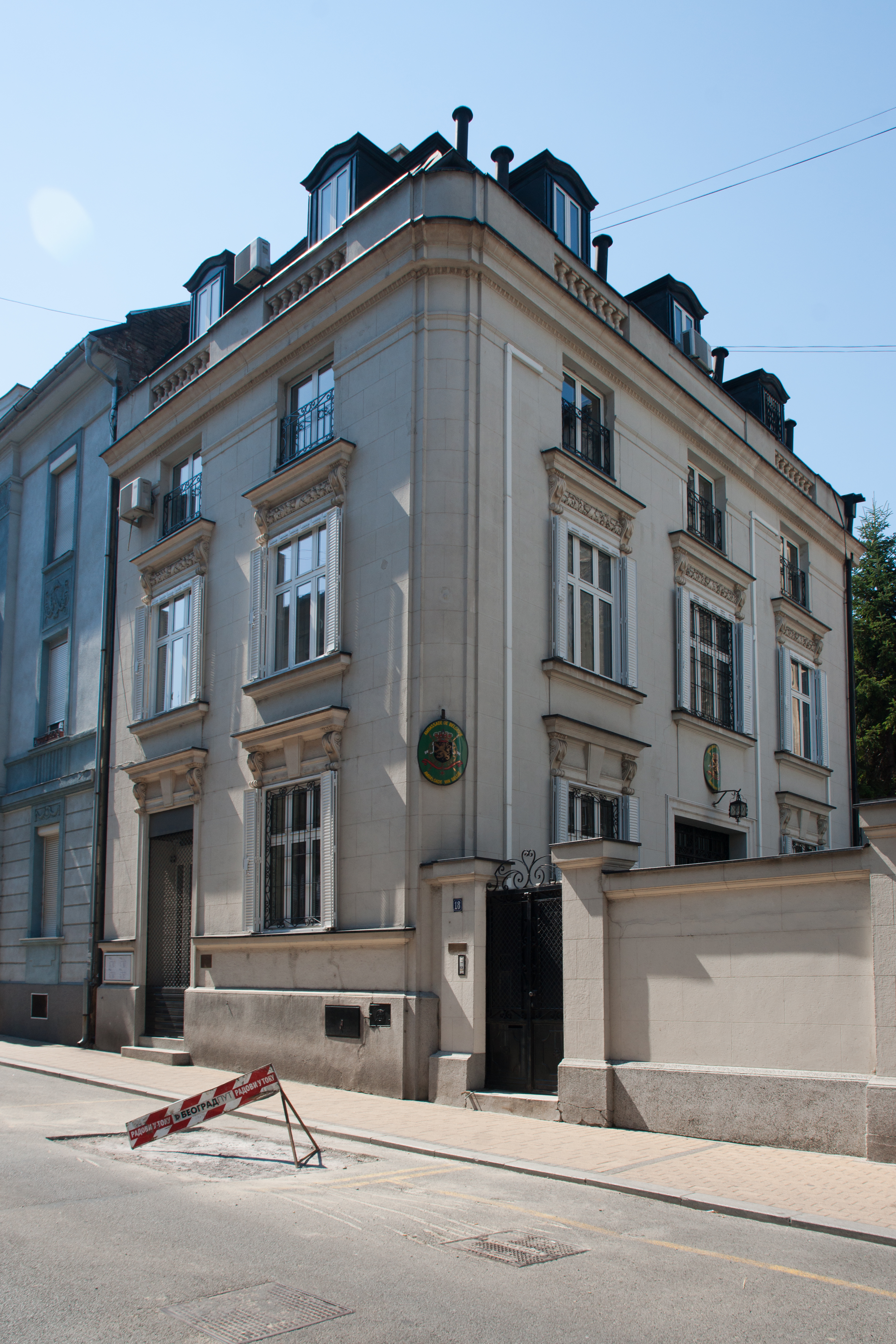
L'ambassade de Belgique

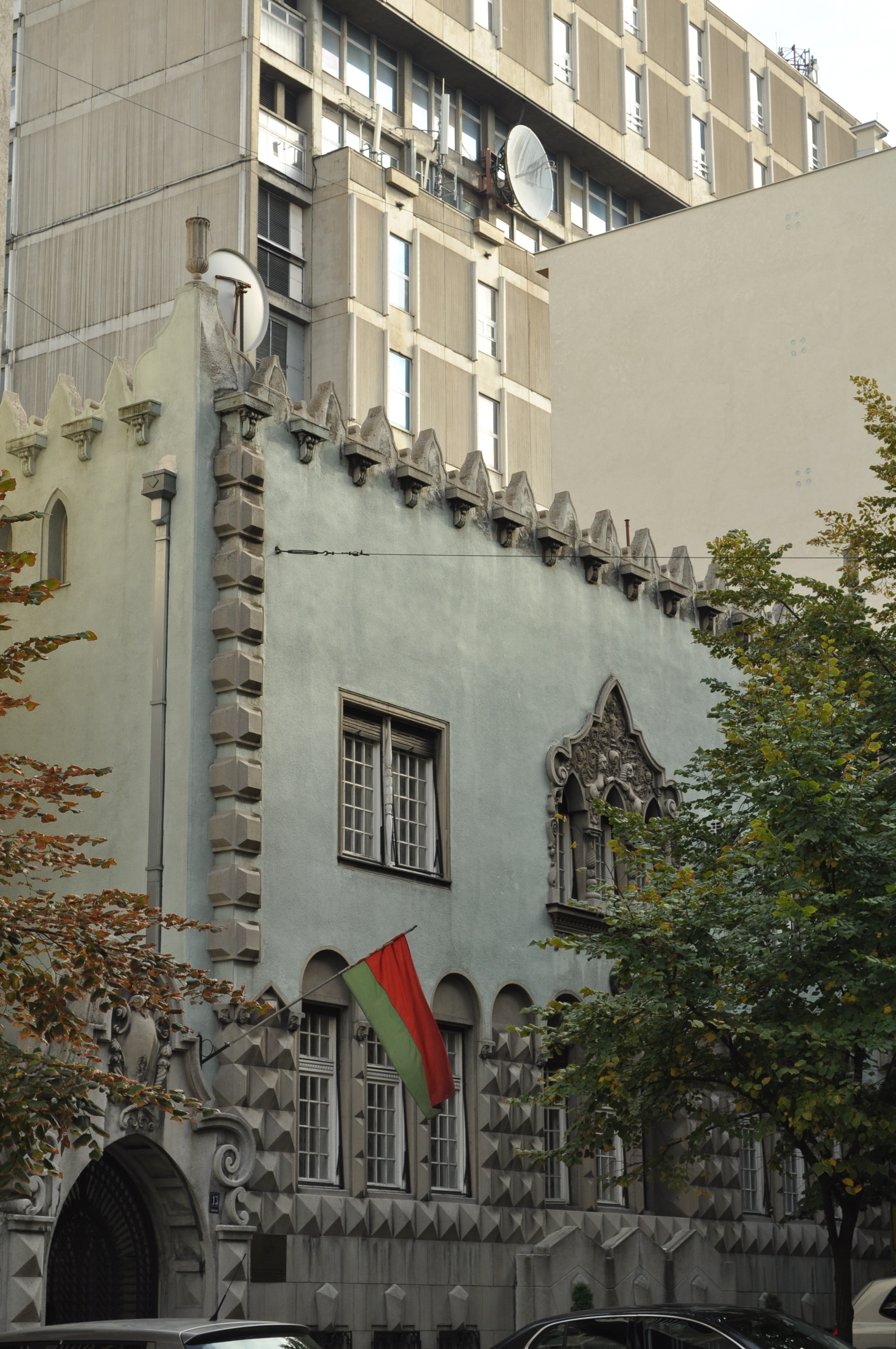
L'ambassade de Biélorussie

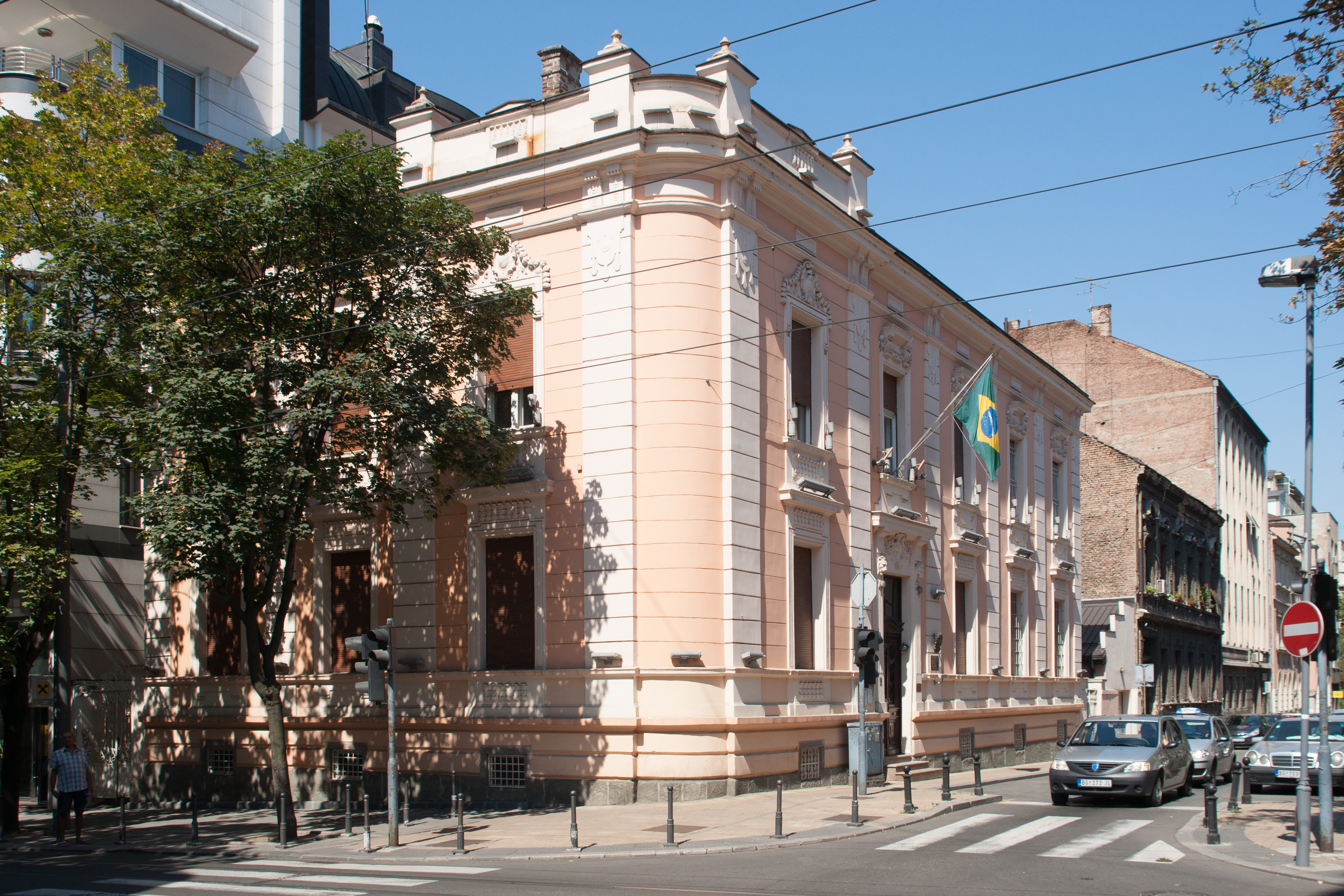
L'ambassade du Brésil

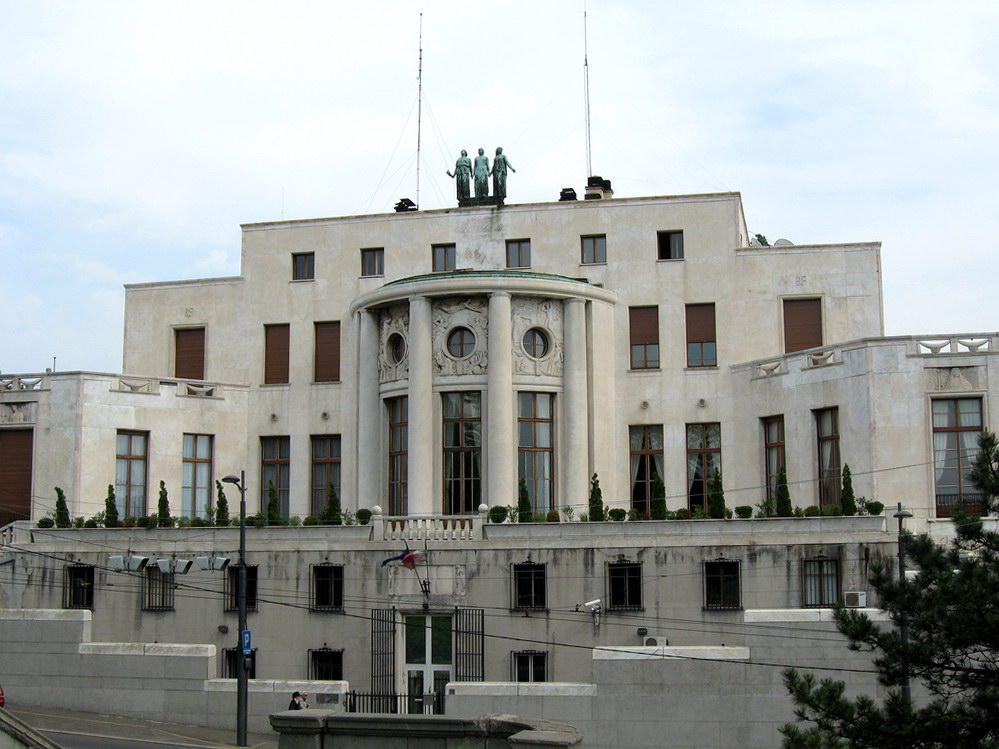
L'ambassade de France

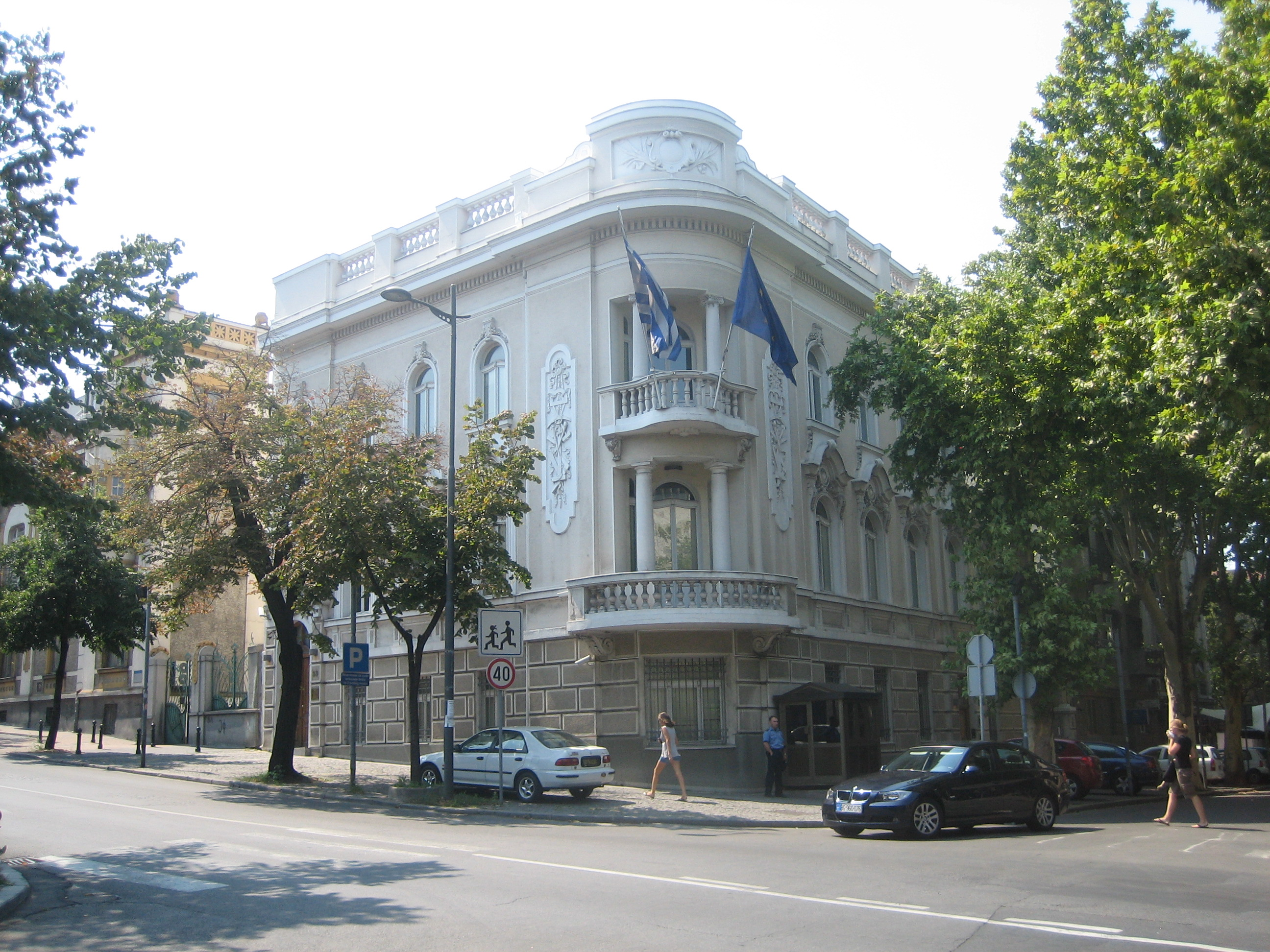
L'ambassade de Grèce

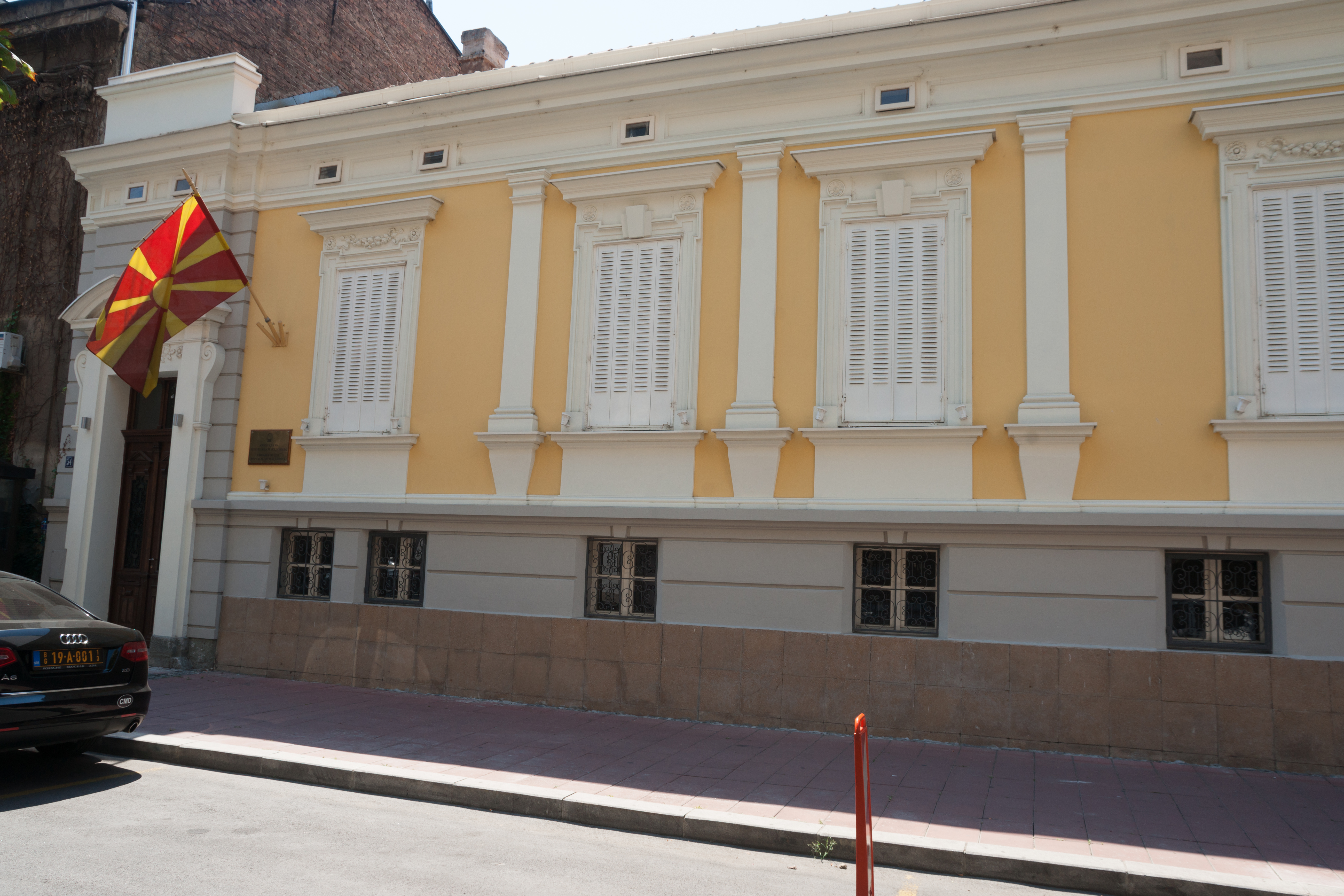
L'ambassade de Macédoine

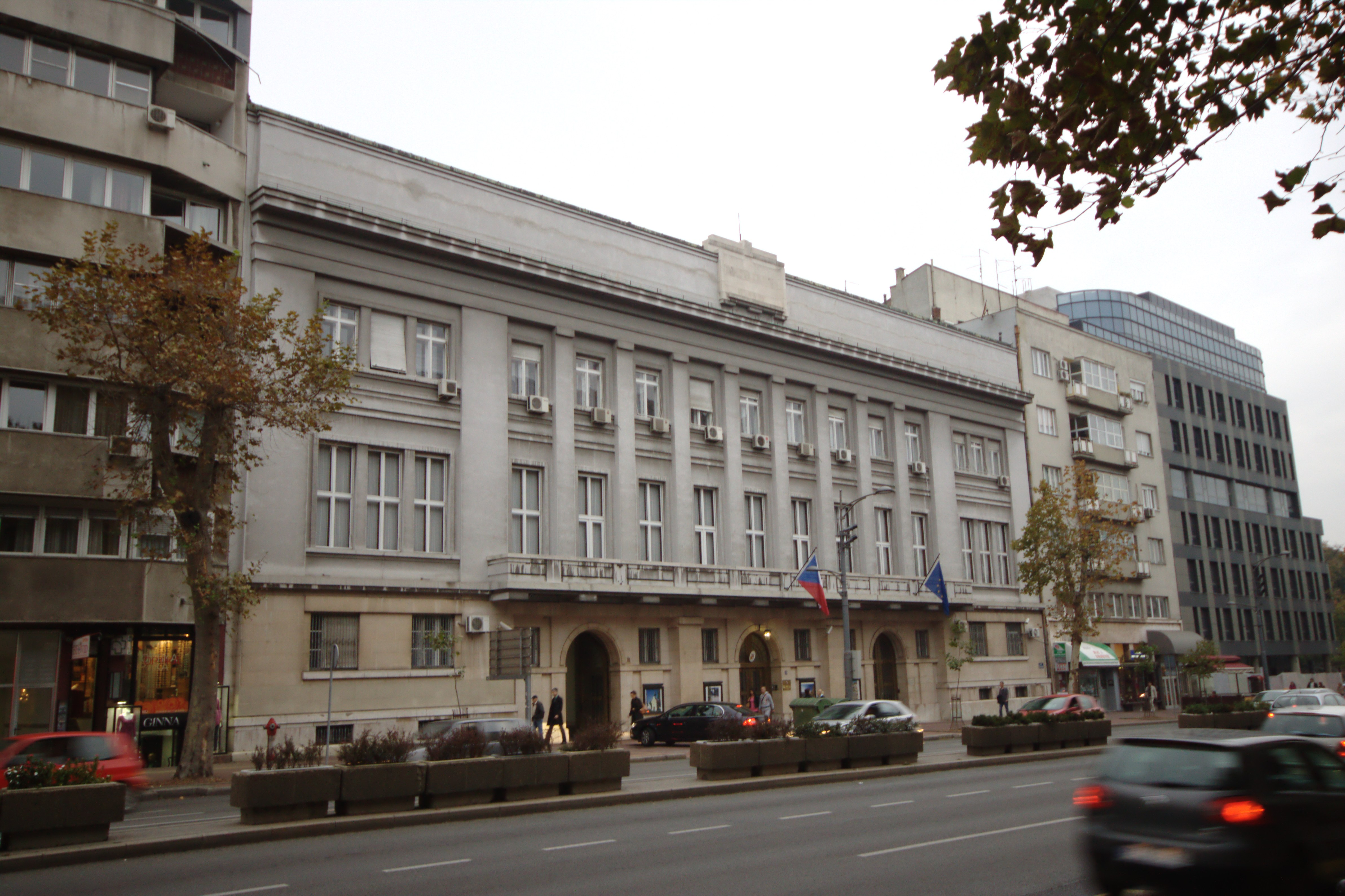
L'ambassade de la République tchèque

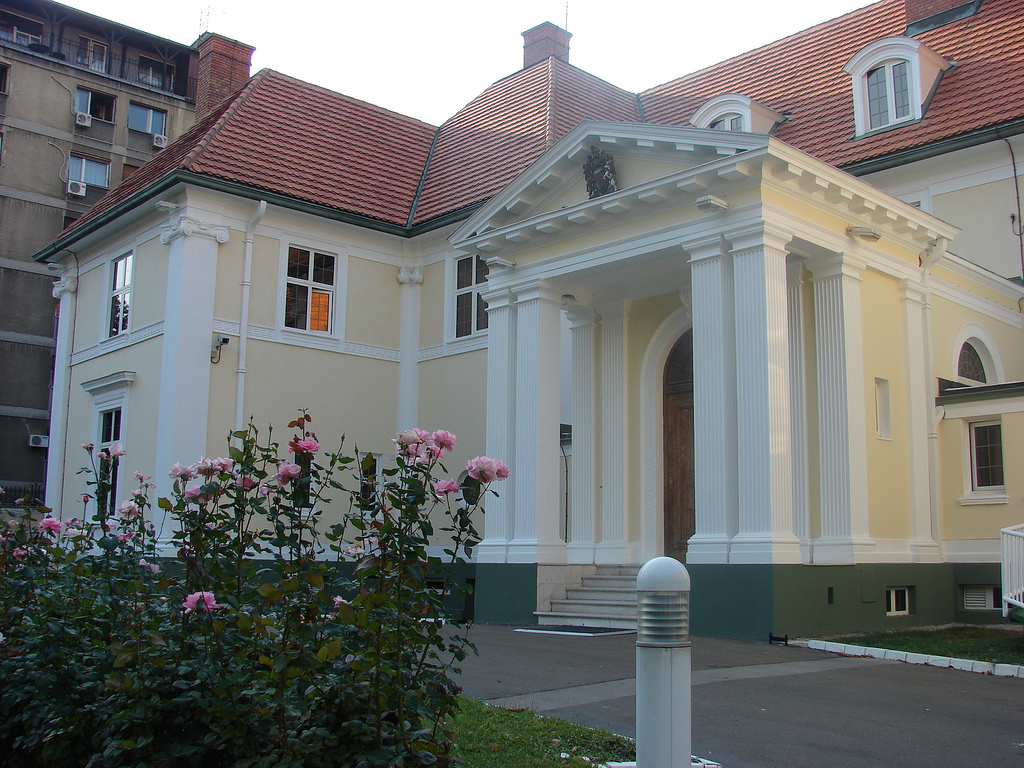
L'ambassade du Royaume-Uni

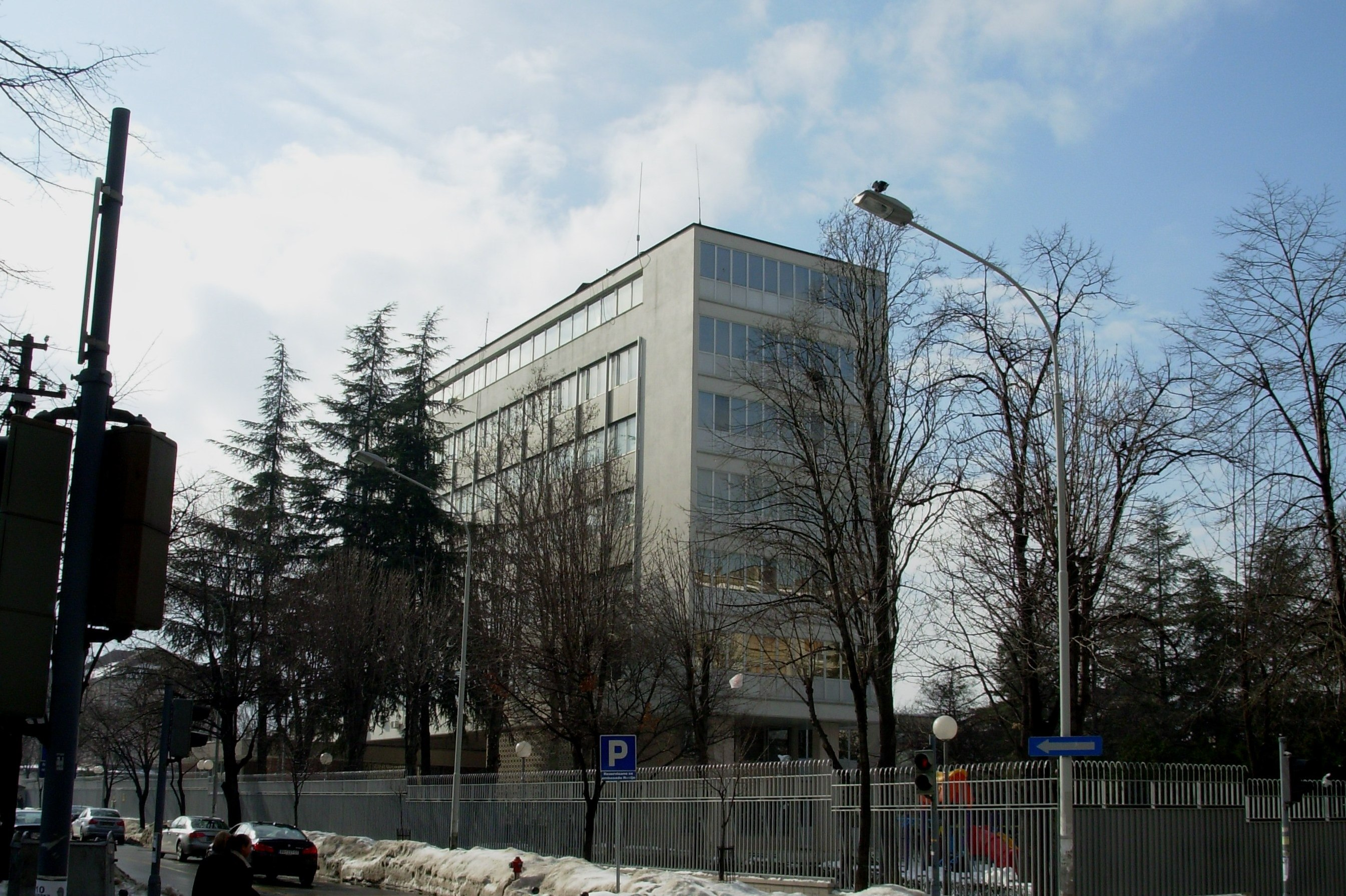
L'ambassade de Russie

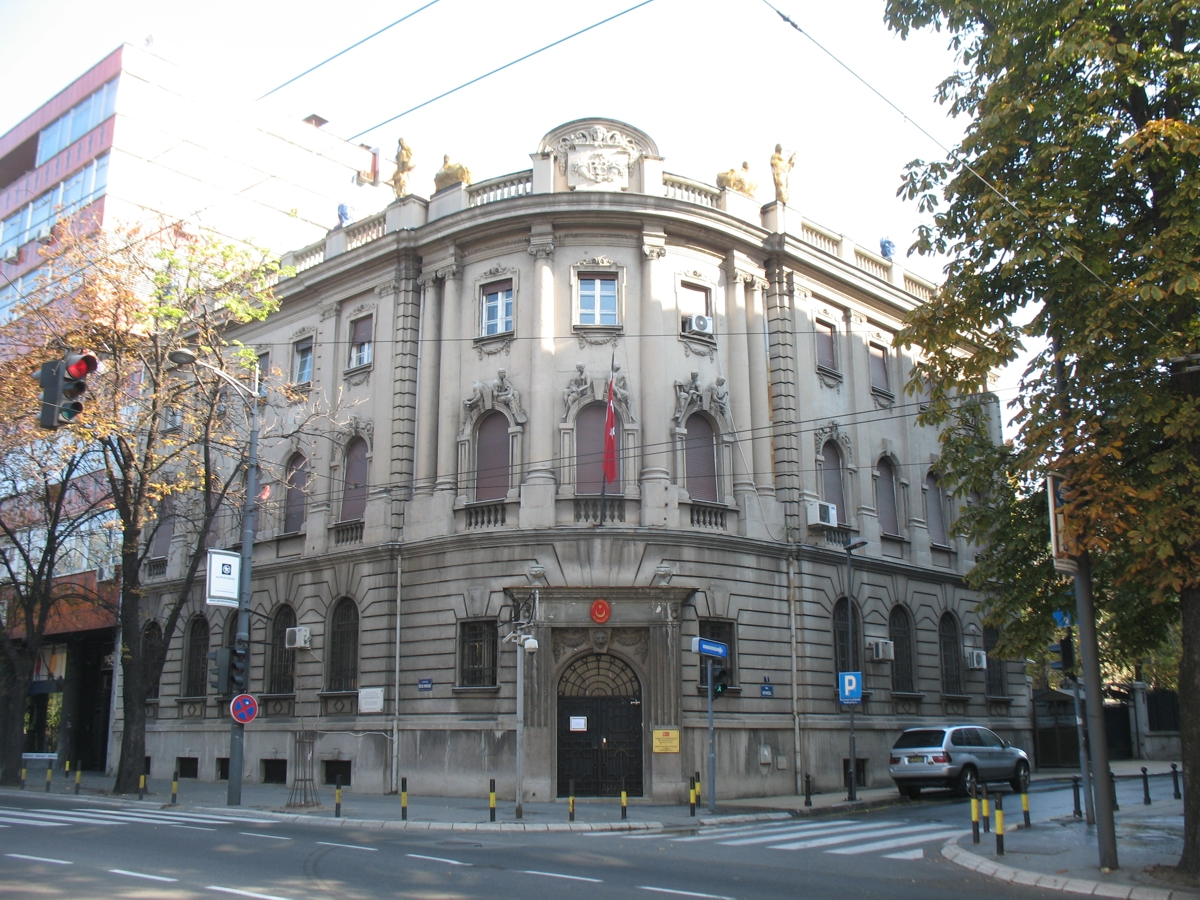
L'ambassade de Turquie

- Albanie — Ilir Boçka (25A Bulevar kneza Aleksandra Karađorđevića)[2]
- Algérie — Abdelhamid Chebchoub (26b rue Maglajska)[3]
- Allemagne - Axel Dittmann (1A rue Neznanog junaka)[4]
- Angola — José João Manuel (21 rue Krupanjska)[5]
- Argentine - Ricardo Fernando Fernández (24/I rue Knez Mihailova)
- Australie — Julia Feeney (38-40 rue Vladimira Popovića)[6]
- Autriche — Johannes Eigner (2 rue Kneza Sime Markovića)[7]
- Azerbaïdjan — Eldar Həsənov (15 rue Pere Velimirovića)[8]
- Biélorussie - Vladimir Chushev (13 rue Deligradska)[9]
- Belgique — Leo D’aes (Luxembourg) (18 rue Krunska)[10]
- Birmanie - Myo Aye (72 rue Kneza Miloša)
- Bosnie-Herzégovine — Lazar Mirkić (9 rue Krunska)
- Brésil — Isabel Cristina De Azevedo Heyvaert (14 rue Krunska)[11]
- Bulgarie —  Angel Dimitrov (26 rue Birčaninova)
  - Consul général - Hristo Genadiev Hristov  à Niš
- Canada - Philip Pinnington (75 rue Kneza Miloša)[12]
- Chine - Li Manchang (25 rue Užička)[13]
  - Bureau de liaison à Pristina - Yu Quntong
- Chypre - Konstantinos Eliades (Monténégro) (18 rue Generala Save Grujića)[14]
- Corée du Sud - Lee Do-hoon (4 rue Miloša Savčića)[15]
- Croatie - Gordan Markotić (62 rue Kneza Miloša)[16]
  - Consul général - Velimir Pleša à Subotica
- Cuba - Adela Mayra Ruiz García (4 rue Domentijanova)[17]
- Danemark - Chargé d'affaires Morten Skovgaard Hansen (Islande) (9a rue Neznanog junaka)[18]
- Égypte - Ezzeldin Fahmy Mahmoud Fahmy (12 rue Andre-Nikolića)
- Émirats arabes unis - Juma Rashid Al Dhaheri (5V rue Milentija Popovića)[19]
- Espagne - Miguel Fuertes Suárez (Monténégro) (45 rue Prote Mateje)[20]
- États-Unis - . Kyle Randolph Scott (92 Bulevar kneza Aleksandra Karađorđevića)[21]
- Finlande -  Pertti Ikonen (29 rue Birčaninova)[22]
- France - Christine Moro (Burkina Faso, République centrafricaine, Côte d'Ivoire, Djibouti, Gabon, Mauritanie, Monaco, Sénégal, Togo) (11 rue Pariska)[23]
- Grèce - Konstantínos Iconomídis (33 rue Francuska)[24]
  - Bureau de liaison à Pristina - Nikolaos Kanellos
- Guinée - Chargé d'affaires Almamy Kobélé Keita (4 rue Ohridska)
- Hongrie - Attila Pintér (72 rue Krunska)[25]
  - Consul général - János Babity à Subotica[26]
- Inde - Narinder Chauhan (7a rue Đorđa Radojlovića)[27]
- Indonésie - Harry Richard James Kandou (18 Bulevar kneza Aleksandra Karađorđevića)[28]
- Iran - Majid Fahim Pour (40 rue Ljutice Bogdana)[29]
- Irak - Kasim Asker Hasan Ali (27 rue Užička)[30]
- Israël - Yossef Levy (47 Bulevar kneza Aleksandra Karađorđevića)[31]
- Italie - Giuseppe Manzo (11 rue Birčaninova)[32]
- Japon - Juichi Takahara (13 rue Trešnjinog cveta)[33]
- Koweït - Yousef Ahmad S. Abdulsamad (42a rue Tolstojeva)
- Liban - Toufic Jaber (5 Diplomatska kolonija)[34]
- Libye - Tajouri Sh. Tajouri (8 rue Sime Lozanića)
- Macédoine - Vera Jovanovska (34 rue Gospodar Jevremova)
- Malaisie - Chargée d'affaires Norzaida Binti Sheriff (2 rue Krajiška)[35]
- Mexique - José Evaristo Ramón Xilotl Ramírez (Mission permanente du Mexique en Serbie) (5 rue Ljutice Bogdana)[36]
- Monténégro - Branislav Mićunović (1 rue Užička)
- Maroc - Abdellah Zegour (4 rue Sanje Živanovića)
- Nigeria - Harold Augustus Koko (87 Bulevar oslobođenja)[37]
- Norvège - Arne Sannes Bjørnstad (5A rue Milentija Popovića)[38]

 Ordre souverain de Malte - Alberto di Luca (23/a rue Krunska)
- Pakistan - Arif Mahmood (62 Bulevar kneza Aleksandra Karađorđevića)[40]
- Pays-Bas - Hendrik Gerrit Cornelis van den Dool (29 rue Simina)[41]
- Pologne - Chargée d'affaires Hanna Dalewska-Greń (38 rue Kneza Miloša)[42]
- Portugal - Augusto José Pestana Saraiva Peixoto (4 rue Vladimira Gaćinovića)[43]
- Qatar - Sheikh Mubarak Fahad J.M. Al-Thani (115a Bulevar Mihajla Pupina)
- République démocratique du Congo - chargé d'affaires Paul-Emile Tshinga Ahuka (5 rue Moravska)[44]
- République tchèque — Ivana Hlavsová (22, Bulevar kralja Aleksandra)[45]
- Roumanie - Daniel Banu (10 rue Užička)[46]
  - Consul général - Nicolae-Dan Constantin à Vršac
  - Consul général - Iulian Niţu à Zaječar
  - Bureau de liaison à Pristina - Silviu-Emanuel Dragoicea
- Royaume-Uni - Denis Keefe (Antigua-et-Barbuda, Anguilla, Bahamas, Barbade, Belize, Bermudes, Îles Caïmans, Dominique, Gibraltar, Grenade, Jamaïque, Kenya, Kiribati, Lesotho, Malawi, Maurice, Montserrat, Saint-Christophe-et-Niévès, Sainte-Lucie, Sierra Leone, Îles Salomon, Swaziland, Tonga, Trinité-et-Tobago, Îles Turques-et-Caïques, Îles Vierges britanniques) (46 rue Resavska)[47]
- Russie - Alexandar Tchepurin (32 rue Deligradska)[48]
  - Bureau de liaison à Pristina - Andrei Lisovoi
- Saint-Marin - Chargé d'affaires Scipione Caneva (68c Bulevar despota Stefana)
- Slovaquie - Dagmar Repčeková (18 Bulevar umetnosti)[49]
  - Bureau de liaison à Pristina - Ľubomir Batáry
- Slovénie - Vladimir Gasparič (41 rue Dositejeva)[50]
- Suède - Bertil Christer Asp (2 rue Ledi Pedžet)[51]
- Suisse - Jean-Daniel Ruch(Liechtenstein) (4 Bulevar oslobođenja)[52]
- Syrie - Chargé d'affaires Mazen Obeid (13 rue Aleksandra Stambolijskog)
- Tunisie - Mohamed Bougamra (19 rue Vase Pelagića)
- Turquie - Mehmet Kemal Bozay (1 rue Krunska)[53]
- Ukraine - Oleksandr Aleksandrovych (4 rue Paje Adamova)[54]
- Vatican - Luciano Suriani (Nonce apostolique) (24 rue Svetog Save)
- Venezuela - Chargé d'affaires Dia Nader De El Andari (10 rue Sime Lukina Lazića)

### Autres entités
- Autorité palestinienne - Mohammed Nabhan (14 rue Maglajska)

### Liste des consuls honoraires
La liste qui suit est à jour à la date du 12 février 2016.
- Arménie - Predrag Tomić
- Biélorussie
  - Dragoljub Švonja à Novi Sad
  - Zoran Vulović à Kragujevac
  - Dragomir Karić
- Chili - Agustín Pío García Espinosa
- Équateur - Carmita Auria Vegas de Spalajković
- Estonie - Petar Rakočević
- France - Saša Miljković à Niš
- Gabon - Momira Radunović
- Hongrie - Miloje Branković à Niš
- Irlande - Ann Pešić
- Islande - Slobodan Mićić
- Jamaïque - Mirko Miljuš
- Kazakhstan - Milanka Karić
- Kenya - Miško Subotić
- Mongolie - Marko Bumbaširević
- Namibie - Vasilije Bošković
- Ouganda - Dragoljub Šaponjski
- Pérou - Miodrag Colić
- Philippines - Verica Milaković
- Seychelles - Ivan Ćurković
- Slovaquie - Stela Jovanović à Niš
- Slovénie - Rajko Marić à Novi Sad
- Sri Lanka - Ljiljana Miljanić-Cassim

## Ambassades accréditées
| - Arménie (Athènes) - Bangladesh (Rome) - Bénin (Paris) - Bolivie (Paris) - Botswana (Londres) - Chili (Athènes) - Colombie (Vienne) - Costa Rica (Vienne) - Côte d'Ivoire (Rome) - Guinée équatoriale (Paris) - Estonie (Tallinn) - Éthiopie (Rome) - Guatemala (Vienne) - Guinée-Bissau (Zagreb) - Honduras (Rome) - Islande (Stockholm) - Irlande (Athènes) - Kazakhstan (Budapest) - Kenya (Paris) - Corée du Nord (Sofia) - Lettonie (Strasbourg) - Lesotho (Rome) | - Lituanie (Rome) - Madagascar (Rome) - Mali (Paris) - Malte (Rome) - Moldavie (Sofia) - Mongolie (Sofia) - Nouvelle-Zélande (La Haye) - Népal (Berlin) - Panama (Vienne) - Paraguay (Rome) - Pérou (Bucarest) - Philippines (Budapest) - Sierra Leone (Moscou) - Singapour (Paris) - Afrique du Sud (Athènes) - Sri Lanka (Vienne) - Soudan (Le Caire) - Tanzanie (Rome) - Uruguay (Prague) - Viêt Nam (Bucarest) - Yémen (Rome) - Zambie (Berlin) |

## Représentation de l'Europe et des organisations internationales
La liste qui suit est à jour à la date du 12 février 2016.
- Union européenne - Ambassadeur Michael Davenport (40 rue Vladimira Popovića)[55]
- Organisation pour la sécurité et la coopération en Europe (OSCE) - Ambassadeur Peter Burkhard (1 rue Španskih boraca)[56]
- Office of the United Nations Recovery Coordinator (UNORC) - Irena Vojáčková-Sollorano (69 rue Internacionalnih brigada)
- Bureau des Nations unies à Belgrade (UNOB) - Simona-Mirela Miculescu (47-49 rue Tolstojeva)
- Programme des Nations unies pour le développement (UNDP) - Irena Vojáčková-Sollorano (69 rue Internacionalnih brigada)[57]
- Haut Commissariat des Nations unies pour les réfugiés (UNHCR) - Hans Friedrich Schodder (58 rue Krunska)
- Fonds des Nations unies pour l'enfance (UNICEF) - Michel Saint-Lot (58 rue Svetozara Markovića)[58]
- Tribunal pénal international pour l'ex-Yougoslavie (TPIY) - Deyan Mihov (11 rue Jevrema Grujića)
- Organisation mondiale de la santé (OMS) - Miljana Grbić (30 rue Hadži Melentijeva)[59]
- Conseil de l'Europe - Timothy John Cartwright (3 rue Španskih boraca)[60]
- Comité international de la Croix-Rouge (CICR) - Jelena Stijačić (38-40 rue Vladimira Popovića)
- Banque mondiale - Antonius Johannes Gertruda Verheijen (86 Bulevar kralja Aleksandra)[61]
- Fonds monétaire international (FMI) - . Daehaeng Kim (17 rue Nemanjina)
- Haut Représentant de l'Union pour les affaires étrangères et la politique de sécurité - Axel Jaenicke, représentant par intérim (40/V rue Vladimira Popovića)
- Société financière internationale (SFI) - Thomas Lubeck (86-90 Bulevar kralja Aleksandra)
- Commission internationale pour les personnes disparues (ICMP) - Matthew Alistair Holliday (32/5 rue Milutina Milankovića)
- Organisation internationale pour les migrations (OIM) - Lidija Marković, par intérim (3 rue Skender begova)
- Organisation du traité de l'Atlantique nord (OTAN) - Lucio Batta (5 rue Birčaninova)
- Banque européenne pour la reconstruction et le développement (BERD) - Daniel Brian Berg (3/VI Španskih boraca)[62]
- International Management Group (IMG) - Egidio Dino Bicciato (6 rue Vladimira Popovića)
- Centre européen pour la paix et le développement (ECPD) - Negoslav P. Ostojić, directeur exécutif (41 Terazije)
- Centre régional environnemental pour l'Europe centrale et l'Europe de l'Est (REC) - Jovan Pavlović (17/III rue Kosovska)[63]
- Observatoire du transport de l'Europe du Sud-Est (SEETO) - Dejan Lasica (1/V rue Omladinskih brigada)
- Agence japonaise de coopération internationale (JICA) - Toshiya Abe (6 Bulevar Mihajla Pupina)
- Banque européenne d'investissement (BEI) - Andreas Beikos (38-40 rue Vladimira Popovića)